# Hibiscus solanifolius
Hibiscus solanifolius är en malvaväxtart som beskrevs av Ferdinand von Mueller. Hibiscus solanifolius ingår i Hibiskussläktet som ingår i familjen malvaväxter. Inga underarter finns listade i Catalogue of Life.